# Echinoderes citrinus
Echinoderes citrinus är en djurart som tillhör fylumet pansarmaskar, och som beskrevs av Carl Zelinka 1928. Echinoderes citrinus ingår i släktet Echinoderes och familjen Echinoderidae. Inga underarter finns listade i Catalogue of Life.